# Az Omega kód
Az Omega kód (eredeti cím: The Omega Code) 1999-ben bemutatott amerikai apokaliptikus filmthriller, amelyet Robert Marcarelli rendezett. A forgatókönyvet Stephan Blinn és Hollis Barton készítették. A produkció főbb szerepeiben Casper Van Dien, Michael York, Catherine Oxenberg és Michael Ironside. 1999. augusztus 27-én mutatták be először Spanyolországban. Az Egyesült Államokban október 15-én vetítették le először. Magyarországon nem volt mozipremierje, hanem a televízióban futott 2007. január 19-én. A negatív kritikák ellenére nyereséges volt a produkció, és megért 2001-ben egy folytatást is Megiddó címen.

## Cselekmény
Rostenberg rabbit meggyilkolják, hogy megszerezzék a szoftverét. A találmány képes megfejteni a Tórában elrejtett próféciákat. Dr. Gillen Lane az Ószövetség kutatója, aki szerint kódok vannak elrejtve a szent könyvben. Lane találkozóra kap lehetőséget az Európai Unió elnökével, Stone Alexanderrel, aki díjat kapott azért, mert felszámolta az éhezést. A két férfi azonban nem jut közös pontra, Alexander azonban újabb lehetőséget lát Lane-ben, ezért alkalmazni kezdi őt. Alexander Rostenberg szoftverét használja, hogy olvasni tudjon a jövőben, és világuralomra törekszik. Ennek egyik módját Izrael bombázásában látja. A bombázások egyikén a riporternő, Cassandra is jelen van, és betemetik a romok. A nőt két próféta menti ki, és üzenetet küldenek vele Lane-nek.
Ezalatt Alexander megalapítja a tíz államból álló Világszövetséget, amelynek ő az elnöke. Lane megkapja a próféták üzenetét, és először nem akarja elhinni. Később azonban megtalálja Rostenberg programját, amint dekódol. A felfedezését Alexander és segédje, Dominic, szakítják félbe. Alexander bevallja, hogy ő áll a bombázások mögött, és próbálja rávenni Lane-t, hogy csatlakozzon a küldetéséhez. Dominic azonban fejen lövi Alexandert, és riasztja a biztonságiakat rákenve a gyilkosságot Lane-re. Lane-nek Cassandra segítségével sikerül megszöknie. Alexander belehal a fejsérülésébe, de megszállja a sátán, és feltámad. A férfit az Egyesült Világ kancellárjává nevezik ki, de uralomra törő kijelentései megbotránkoztatják a zsidó és muszlim hallgatóságot. 
Lane találkozik a két prófétával, akik odaadják neki Rostenberg naplójának utolsó oldalát, amely a végső kódot tartalmazza. Cassandra fegyvert fog Lane-re, és követeli a kódot, felfedve, hogy Alexandernek dolgozik. Alexander megöleti a két prófétát, akik megjósolják, hogy fel fognak támadni. Alexander katonai akciót tervez végrehajtani, de amikor a kód értelmezését folytatná, az írás elpárolog. Arra gyanakodva, hogy becsapták, Lane-t és Cassandrát tömlöcbe veti, és vallatni kezdi őket. Lane egyedül marad, és Isten segítségét kéri, aki kinyitja a cella ajtaját, és a két próféta pedig feltámad.
A két próféta elteszi láb alól Dominicot, és átadják Lane-nek Rostenberg valós utolsó kódját. Lane szembeszáll Alexanderrel, de átadja a kódot, hogy megmentse a világot a fenyegetéstől. Alexander becsapja Lane-t, és nem állítja le a katonai akciót, majd beírja a végső kódot Rostenberg programjába. Az eredmény azonban egy felerősödő majd vakítóan ragyogó fény a horizonton, amelynek lökéshullámai eltávolítják a sátánt Alexanderből, aki holtan esik össze. A Rostenberg program megáll a 0000-nál, amelyet "Az új évezred hajnalának" fejtenek meg.

## Szereplők
| Szerep                 | Színész            | Magyar hangja |
| ---------------------- | ------------------ | ------------- |
| Gillen Lane            | Casper Van Dien    | Stohl András  |
| Stone Alexander        | Michael York       | Kőszegi Ákos  |
| Cassandra Barashe      | Catherine Oxenberg | Götz Anna     |
| Dominic                | Michael Ironside   | Jakab Csaba   |
| Jennifer Lane          | Devon Odessa       | n.a           |
| Sir Percival Lloyd     | William Hootkins   | n.a           |
| Shimoro Lin Che        | Robert Ito         | n.a           |
| Jeffries               | Steve Franken      | n.a           |
| Dorothy Thompson       | Janet Carroll      | n.a           |
| Jack Thompson szenátor | George Coe         | Kristóf Tibor |
| Dr. Rykoff             | Ravil Isyanov      | n.a           |
| próféta                | Jan Tříska         | Kertész Péter |
| Matthews, a riporter   | Terry Rhoads       | n.a           |
| a talkshow házigazdája | Lise Simms         | n.a           |
| a tábornok             | Robert F. Lyons    | n.a           |
| próféta                | Gregory Wagrowski  | Csernák János |

## Fogadtatás

### Kritikai visszhang
A film rendkívül gyengén teljesített. A Rotten Tomatoeson 8%-os minősítést ért el 25 értékelés alapján, az összefoglaló szerint: „A miszticizmus, a túljátszás és az általános giccsesség végül elnehezíti a történetet.” Chris Willmann szerint az Entertainment Weeklytől: „Új értelmet ad a „nagy nyomorúságnak”.” Joe Leydon a Varietytől azt írta: „Nevetségesen egyszerű és zavaros.”
A Metacritic 14 pontot adott a 100-ból 9 vélemény alapján. David Van Biema a Time-tól azt írta: „A költségvetéséhez képest az írás, a színészi játék és a produkció minősége figyelemre méltóan magas - nagyjából minisorozat-szintű.” Kathleen Craughwall a Los Angeles Timestól azt írta: „Egy elcsépelt világvége/ millennialista thriller.”

### Bevételi adatok
A Box Office Mojo szerint a film nyereséges volt. A 8 millió dolláros költségvetésre 12 milliós bevételt generált.